# Tecticeps renoculis
Tecticeps renoculis là một loài chân đều trong họ Tecticipitidae. Loài này được Richardson miêu tả khoa học năm 1909.